# Tom Collins
El Tom Collins es un cóctel. Se prepara con los siguientes ingredientes:
- Ginebra
- Zumo de limón
- Almíbar o azúcar
- Agua carbonatada (Soda)
- Cubitos de hielo

Agitar la ginebra con el zumo de limón, el almíbar/azúcar y hielo. Verter todo con los cubitos de hielo incluidos en un vaso Collins, un vaso de tubo alto y rellenar con soda. Adornar con una rodaja de limón o naranja, o una cereza marrasquina. Los adornos varían por región.
Varias versiones reemplazan la ginebra y le cambian el nombre al coctél:
- Brandy Collins (Brandy)
- Jack Collins (Jack Daniel's)
- John Collins (Whisky bourbon)
- Mike Collins (Whisky irlandés)
- Pedro Collins (Ron) también Rum Collins. Guarda cierta similitud con el mojito cubano.[2]
- Sandy (o Jock) Collins (Whisky escocés)
- Vodka (o Comrade) Collins (Vodka)[3]
- Juan Collins (Tequila)
- Phil Collins (Pisco)[4]
- Edgar Collins (Cocuy)
- Pierre Collins (Coñac)[5]

## Origen del nombre
El nombre proviene de un chiste o anécdota que ganó popularidad en Estados Unidos durante la década de 1870: dos amigos conversan y uno advierte al otro que cierto "Tom Collins" está esparciendo calumnias sobre él. Ante la afrenta, el afectado sale furioso del lugar buscando a Collins, sin percatarse de que jamás existió. La historia se volvió tan popular en Nueva York y Filadelfia que fue bautizada «La gran farsa de Tom Collins de 1874» (The Great Tom Collins Hoax of 1874), con periódicos publicando supuestos avistamientos y canciones dedicadas al personaje ficticio. Aprovechando tal fama, un barman dio el mismo nombre al trago, para que todo aquel que ingresara al bar preguntando por Tom Collins estuviese involuntariamente pidiendo la bebida.
Otra versión sobre el nombre de este coctel nos sitúa en Inglaterra en el año 1890, donde se dice que debería haberse llamado como un barman de nombre John Collins, siendo este su supuesto creador, pero se cambió debido a que la ginebra holandesa que se utilizaba para la preparación del cóctel era Old Tom.

## Apariciones en la cultura popular
- En la novela "La Folle de Maigret", de  Georges Simenon, se ofrece este cóctel al comisario Maigret como el más refrescante para beber por la mañana
- En el cuento "Todas son Eurídice" de René del Risco Bermúdez

- Aparece en la TV serie Twilight Zone en el capítulo The Time Element en el minuto 31:29

- En la película Chinatown[7] de Roman Polanski Faye Dunaway pide ese cóctel en un encuentro en un bar con Jack Nicholson.

- En Meet the Parents cuando Ben Stiller acompaña a Robert De Niro a comprar mezcla para Tom Collins a la tienda. En "Meet the fockers", Dustin Hoffman prepara varios Tom Collins a su familia y futura familia política. Además, más tarde en la misma película, se vuelve a hacer una referencia al cóctel cuando Robert De Niro usa una clave para encontrarse con un agente al que le entrega una muestra de ADN de Ben Stiller.

- En el relato Levantad, carpinteros, la viga del tejado, del libro Levantad, carpinteros, la viga del tejado y Seymour: una introducción del escritor estadounidense J. D. Salinger.

- En la novela The Catcher in the Rye de J. D. Salinger.

- En el segundo capítulo de la segunda temporada de Mad Men, Sally Beth Draper le prepara uno a Don Draper.

- En las novelas 1Q84 y Tokio blues de Haruki Murakami.

- En el capítulo 9 de la temporada 2 de la serie Masters of Sex, cuando el hermano del doctor Masters, habla de la afición de su madre a beber frecuentemente dos o tres Tom Collins.

- En la novela The Norths Meet Murder de Frances and Richard Lockridge.

- En la película The Longest Week, es el trago favorito de Conrad.

- En la telenovela chilena Perdona Nuestros Pecados, es uno de los tragos favoritos del personaje Horacio Möller interpretado por el actor Gabriel Cañas
- En la película The Trial of the Chicago 7 del año 2020 bajo la dirección de Aaron Sorkin.

- En la novela colombiana "Nuevo Rico, Nuevo Pobre", cuando el mesero le sugiere a Lizeth pedir un Tom Collins y Fernanda Sanmiguel le dice que es su cóctel favorito.